# Jazmin Sawyers
Jazmin Jane Sawyers (Stoke-on-Trent, 21 maggio 1994) è una lunghista e bobbista britannica, medaglia d'argento nel salto in lungo agli Europei di Amsterdam 2016.

## Biografia
Nata da padre giamaicano e madre britannica, si avvicina allo sport all'età di 4 anni praticando la ginnastica. A 10 anni decide di cimentarsi nelle prove multiple dell'atletica leggera per poi focalizzarsi maggiormente nel salto in lungo e nel salto in alto. I primi successi in manifestazioni internazionali, seppur giovanili, sono arrivati a partire dal 2011 e si sono confermati nell'avanzamento di carriera portandola a gareggiare anche nella finale olimpica di salto in lungo ai Giochi olimpici di Rio de Janeiro 2016.
Ha inoltre partecipato nel 2012 ai Giochi olimpici giovanili invernali venendo scelta per allenarsi nel bob. Ha quindi gareggiato, con la pilota Mica McNeill, nella gara di bob a due prevista ad Innsbruck e in cui si è classificata seconda. Questo le ha permesso di essere tra le tedofore della torcia olimpica per i Giochi olimpici di Londra 2012.
Oltre alla carriera sportiva, Sawyers è apparsa in qualità di concorrente alla sesta edizione di The Voice UK nel 2017, venendo scelta dal team capitanato dal rapper will.i.am.

## Palmarès

### Atletica leggera
| Anno                                  | Manifestazione                    | Sede           | Evento         | Risultato | Prestazione | Note                                                       |
| ------------------------------------- | --------------------------------- | -------------- | -------------- | --------- | ----------- | ---------------------------------------------------------- |
| In rappresentanza della Gran Bretagna |                                   |                |                |           |             |                                                            |
| 2011                                  | Mondiali U18                      | Lilla          | Eptathlon      | 9ª        | 5 296 p.    |                                                            |
| 2012                                  | Mondiali U20                      | Barcellona     | Salto in lungo | Bronzo    | 6,67 m      |                                                            |
| 2013                                  | Europei U20                       | Rieti          | Salto in lungo | Argento   | 6,63 m      | Miglior prestazione personale stagionale                   |
| 2015                                  | Europei U23                       | Tallinn        | Salto in lungo | Argento   | 6,71 m      | Miglior prestazione personale                              |
| 2016                                  | Mondiali indoor                   | Portland       | Salto in lungo | 13ª       | 6,31 m      |                                                            |
| 2016                                  | Europei                           | Amsterdam      | Salto in lungo | Argento   | 6,86 m      |                                                            |
| 2016                                  | Giochi olimpici                   | Rio de Janeiro | Salto in lungo | 8ª        | 6,69 m      |                                                            |
| 2017                                  | Europei indoor                    | Belgrado       | Salto in lungo | 6ª        | 6,67 m      |                                                            |
| 2017                                  | Mondiali                          | Londra         | Salto in lungo | 20ª (q)   | 6,34 m      |                                                            |
| 2018                                  | Europei                           | Berlino        | Salto in lungo | 4ª        | 6,67 m      |                                                            |
| 2019                                  | Europei indoor                    | Glasgow        | Salto in lungo | 17ª (q)   | 6,28 m      |                                                            |
| 2019                                  | Mondiali                          | Doha           | Salto in lungo | 19ª (q)   | 6,46 m      |                                                            |
| 2021                                  | Europei indoor                    | Toruń          | Salto in lungo | 13ª (q)   | 6,48 m      |                                                            |
| 2021                                  | Giochi olimpici                   | Tokyo          | Salto in lungo | 8ª        | 6,80 m      |                                                            |
| 2022                                  | Mondiali                          | Eugene         | Salto in lungo | 9ª        | 6,62 m      |                                                            |
| 2022                                  | Europei                           | Monaco         | Salto in lungo | Bronzo    | 6,80 m      |                                                            |
| 2023                                  | Europei indoor                    | Istanbul       | Salto in lungo | Oro       | 7,00 m      | Miglior prestazione mondiale stagionale · Record nazionale |
| 2023                                  | Mondiali                          | Budapest       | Salto in lungo | 22ª (q)   | 6,41 m      |                                                            |
| In rappresentanza dell' Inghilterra   |                                   |                |                |           |             |                                                            |
| 2011                                  | Giochi del Commonwealth giovanili | Douglas        | Salto in lungo | Oro       | 6,27 m      |                                                            |
| 2011                                  | Giochi del Commonwealth giovanili | Douglas        | 4×100 m        | Oro       | 46"19       |                                                            |
| 2014                                  | Giochi del Commonwealth           | Glasgow        | Salto in lungo | Argento   | 6,54 m      | Miglior prestazione personale stagionale                   |
| 2018                                  | Giochi del Commonwealth           | Gold Coast     | Salto in lungo | 7ª        | 6,35 m      |                                                            |
| 2022                                  | Giochi del Commonwealth           | Birmingham     | Salto in lungo | 4ª        | 6,84 m      | Miglior prestazione personale stagionale                   |

### Bob

#### Olimpiadi giovanili
- 1 medaglia:
  - 1 argento (bob a due a Innsbruck 2012).